# Arcidiocesi di Sugdea

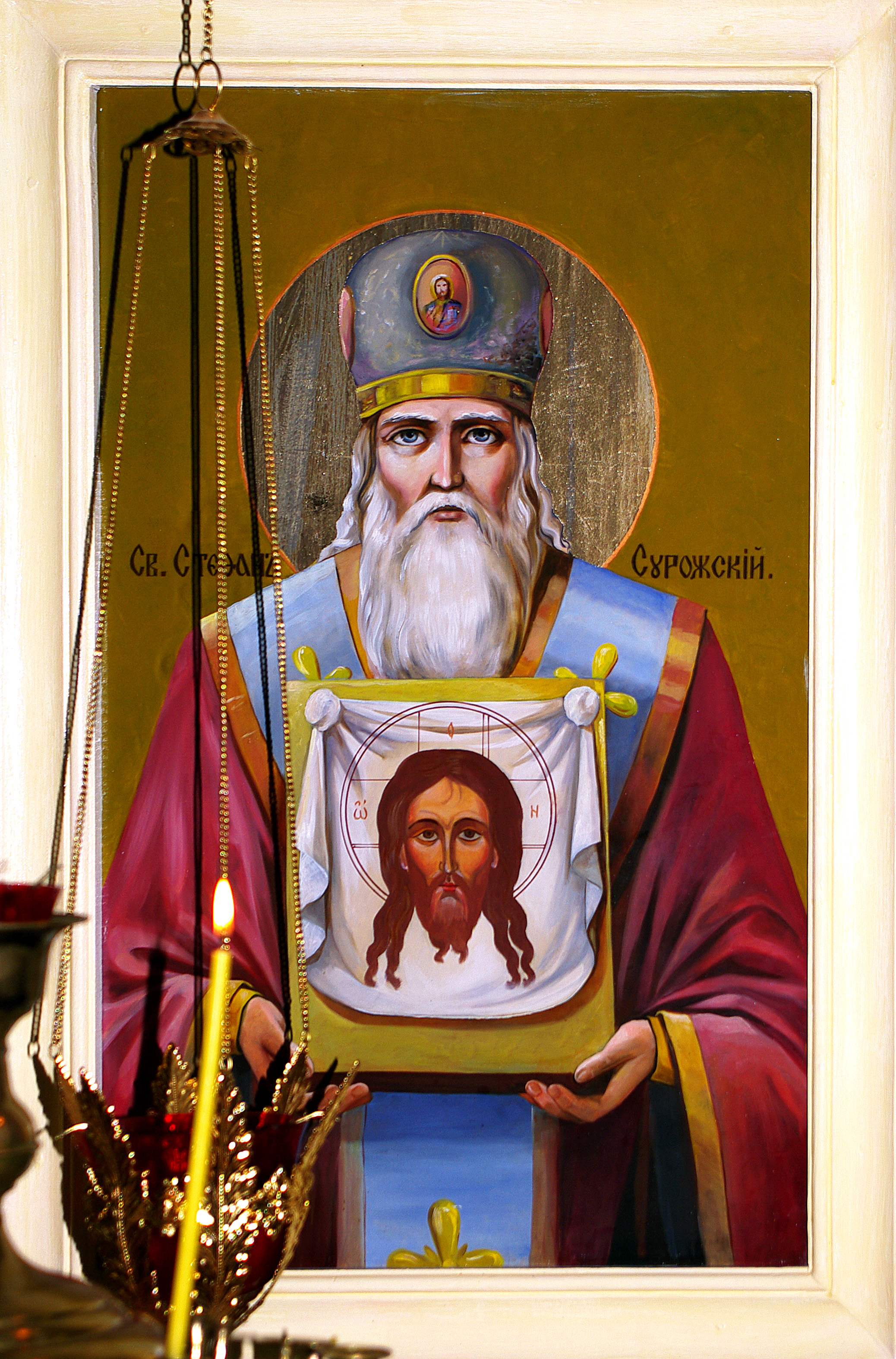
Icona di Santo Stefano di Sudak, martire dell'epoca iconoclasta.

L'arcidiocesi di Sugdea (in latino: Archidioecesis Sugdaea) è una sede soppressa del patriarcato di Costantinopoli e una sede titolare della Chiesa cattolica.

## Storia
Sugdea, in greco Σουγδίας, corrispondente alla città di Sudak in Crimea, è un'antica sede arcivescovile della provincia romana della Zechia nel patriarcato di Costantinopoli.
La sede è documentata nelle Notitiae Episcopatuum del patriarcato dal IX secolo fino al termine del XIV secolo, inizialmente come arcidiocesi autocefala e poi, nel XIV secolo, come sede metropolitana senza suffraganee. Le Notitiae del XII/XIII secolo testimoniano l'unione di Sugdea con la sede di Fulli con il nome di Sougdouphoulloi.
Il primo vescovo noto di questa antica sede episcopale è santo Stefano, che visse all'epoca iconoclasta in un periodo compreso tra il 680/705 e il 750/775. Nato in Cappadocia, orfano in giovane età, si trasferì per studiare dapprima ad Atene e poi a Costantinopoli, dove entrò in monastero. Alla morte del vescovo di Sugdea, fu scelto dal clero riunito in sinodo a succedergli; questa elezione venne ratificata dal patriarca Germano I (715-730). Durante il regno dell'imperatore Leone III Isaurico (717-741) soffrì la persecuzione degli iconoclasti e la prigionia.
Di santo Stefano esistono tre Vitae. Due di queste, quella armena e quella in antico slavo, menzionano un altro arcivescovo di Sugdea, Filareto, consacrato da Stefano I. La sigillografia ha restituito il nome di Pietro, ἀρχιεπισκόπῳ Σουγδίας, vissuto all'incirca nel X secolo.
Le fonti conciliari e sinodali permettono di conoscere i nomi di diversi prelati di Sugdea. Il primo di questi è Stefano II, che alcuni autori identificano con il santo omonimo, che prese parte al secondo concilio di Nicea nel 787. Arcivescovi di Sougdophoulloi presero parte ai sinodi patriarcali del 1117, 1168 e 1169.
Sono noti arcivescovi bizantini fino al XIV secolo. In questa stessa epoca la città di Sudgea, che i veneziani chiamarono Soldaia, divenne possedimento genovese, e vi fu eretta una diocesi di rito latino, la diocesi di Soldaia.
Dal 1933 Sugdea è annoverata tra le sedi arcivescovili titolari della Chiesa cattolica; la sede è vacante dal 7 dicembre 1970. Il titolo è stato assegnato in una sola occasione, al gesuita Thomas Roberts, arcivescovo dimissionario di Bombay.

## Cronotassi

### Arcivescovi greci
- Santo Stefano I † (prima metà dell'VIII secolo)
- Filareto † (seconda metà dell'VIII secolo)
- Stefano II † (menzionato nel 787)
- Pietro † (seconda metà del X secolo)
- Costantino † (menzionato nel 997)[8]
- Arsenio † (menzionato nel 1028)[9]
- Anonimo † (menzionato nel 1086)[10]
- Teodoro † (menzionato nel 1275/1282)
- Eusebio † (metà del XIV secolo)

### Arcivescovi titolari
- Thomas Roberts, S.I. † (4 dicembre 1950 - 7 dicembre 1970 dimesso)